# Leena Bennetto
Leena Bennetto (* 1. Juli 2003) ist eine kanadische Tennisspielerin.

## Karriere
Bennetto spielt bislang vorrangig Turnier der ITF Juniords World Tennis Tour und der ITF Women’s World Tennis Tour, wo sie bislang zwei Titel im Doppel gewinnen konnte.

### College Tennis
Seit 2021 spielt Bennetto für das Damentennisteam der Tigers der Princeton University.

## Turniersiege

### Doppel
| Nr. | Datum         | Turnier  | Kategorie | Belag     | Partnerin   | Finalgegnerinnen                        | Ergebnis         |
| --- | ------------- | -------- | --------- | --------- | ----------- | --------------------------------------- | ---------------- |
| 1.  | 8. Juni 2024  | Monastir | ITF W15   | Hartplatz | Janice Tjen | Patricija Paukštytė Alica Rusová        | 6:4, 6:1         |
| 2.  | 22. Juni 2024 | Monastir | ITF W15   | Hartplatz | Julia Adams | Lamis Alhussein Abdel Aziz Merna Refaat | 4:6, 7:5, [10:4] |

## Persönliches
Leena ist die Tochter von Murray und Dimple Bennetto. Ihr Vater spielte Tennis an der Miami University und war Trainer in Hongkong. Ihr älterer Bruder Ryan spielt auch professionell Tennis.